# Raoul Bova
Raoul Bova (Roma, Itàlia, 14 d'agost de 1971) és un actor italià de cinema.

## Biografia

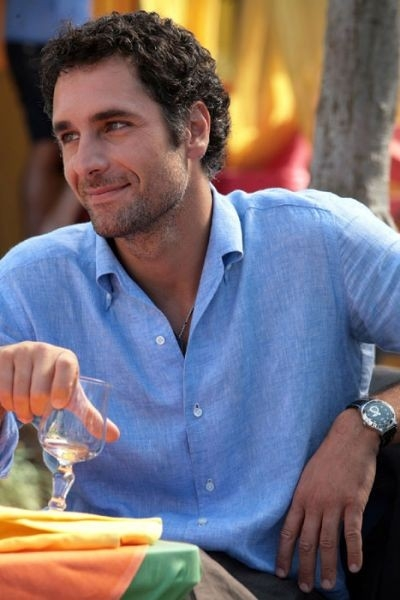
Raoul Bova (2008)

Nasqué al si d'una família d'orígens no romans, el seu pare, calabrès, és un important funcionari de la companyia Alitalia i la seva mare, napolitana, és mestressa de casa. Després d'acabar els seus estudis a l'institut Jean-Jacques Rousseau, es matriculà a l'ISEF, si bé no hi acabà els estudis; els alternà amb la seva carrera esportiva en natació, guanyant amb el club SS Lazio de Roma, amb 16 anys, el campionat italià juvenil a les proves de 100 metres dors masculines. Abandonà, però, la carrera esportiva. Intentà ingressar als Carabinieri, la policia militar italiana, però fou rebutjat, i finalment estudià interpretació a l'escola de Beatriz Bracco a Roma.
El seu primer paper fou a Una storia italiana (1992), minisèrie de la cadena italiana Rai 1, i el seu debut al cinema fou amb Piccolo grande amore (1993). En poc temps esdevingué una estrella a Itàlia, però cansat de ser un 'sex symbol' volgué demostrar el seu talent en participar en pel·lícules una mica més complexes com Rewind (1998), un thriller on interpretà un terrorista, I cavalieri che fecero l'impresa (2001), on assumeix el paper d'un noble medieval que és posseït pel diable, o La frontiera (1996), un drama on dona vida a un oficial austríac.
Sens dubte, emperò, el seu personatge més complex i introvertit vingué amb la direcció de Ferzan Özpetek a La finestra di fronte (2003) en interpretar el paper d'en Lorenzo. Amb aquest personatge, Bova passà de ser una icona sexual més del cinema italià a convertir-se en un respectat actor, la qual cosa el catapultà a Hollywood.
Als Estats Units treballà a Under the Tuscan Sun (2003) i formà part del repartiment principal d'AVP: Alien vs Predator (2004). Tanmateix, amant i devot de la seva terra, se'n tornà a Itàlia per continuar-hi la seva carrera professional.
Demostrà versatilitat i interès per cadascun dels seus personatges posteriors: La fiamma sul ghiaccio (2006), Milano-Palermo: il ritorno (2007), Aspettando il sole (2008), Baarìa (2009), La bella società (2010), Perdona si et dic amor (2010) i La nostra vita (2010).
El març del 2000, es va casar amb Chiara Giordano. Van tenir tres fills, Alessandro Leon, Francesco i Sophia. El 2013, Bova i Giordano es van separar. Aquell mateix any va començar una relació amb l'actriu Rocio Muñoz, després de treballar junts en el film Immaturi - Il viaggio (2012). Van tenir una filla, Luna, el desembre de 2015, el mateix mes que es va estrenar All Roads Lead to Rome.

## Filmografia
- Mutande pazze (1992)
- Quando eravamo repressi (1992)
- Una Storia italiana (1992, TV)
- Cominciò tutto per caso (1993)
- Piccolo Grande Amore (1993)
- La piovra 7 - Indagine sulla morte del commissario Cattani (1994, minisèrie)
- Palermo Milano solo andata (1995)
- La Lupa (1996)
- La Frontiera (1996)
- Ninfa plebea (1996)
- Il sindaco (1996)
- Il Quarto re (1997, TV)
- La piovra 8 - Lo scandalo (1997, TV)
- Rewind (1998)
- Coppia omicida (1998)
- La piovra 9 - Il patto (1998, TV)
- Ultimo (1998) (TV)
- Terra bruciata (1999)
- Ultimo 2 - La sfida (1999, TV)
- Distretto di polizia (2000, sèrie de televisió)
- Madame de... (2001, TV)
- Francesca e Nunziata (2001, TV)
- I cavalieri che fecero l'impresa (2001)
- Il Testimone (2001, TV)
- Francesco (2002, TV)
- El protector (Avenging Angelo) (2002)
- Under the Tuscan Sun (2003)
- La finestra di fronte (2003)
- Alien vs. Predator (2004)
- Ultimo (2004, TV)
- Attacco allo stato (2005, TV)
- Karol: A Man Who Became Pope (2005, TV)
- La Fiamma sul ghiaccio (2005)
- What About Brian (2006, sèrie de televisió)
- Milano-Palermo: il ritorno (2007)
- Io, l'altro (2007)
- Bolt (2008)
- Scusa ma ti chiamo amore (2008)
- Baaria - La porta del vento (2009)
- The Tourist (2010)
- Scusa ma ti voglio sposare (2010)
- La nostra vita (2010)
- Ti presento un amico (2010)
- Treasure Guards (2011, telefilm)
- Nessuno mi può giudicare (2011)
- Come un delfino (2011) (minisèrie)
- Immaturi (2011)
- Viva l'Italia (2012)
- Il cecchino (2012)
- Immaturi - Il viaggio (2012)
- Indovina chi viene a Natale? (2013)
- Buongiorno papà (2013)
- Scusate se esisto! (2014)
- Fratelli unici (2014)
- The Choice (2015)